# Konstsim vid världsmästerskapen i simsport 2024 – Mixat fritt parprogram
Mixat fritt parprogram i konstsim vid världsmästerskapen i simsport 2024 avgjordes mellan den 9 och 10 februari 2024 i Aspire Dome i Doha i Qatar.
Cheng Wentao och Shi Haoyu från Kina tog guld, Dennis González och Mireia Hernández från Spanien tog silver samt Trinidad Meza och Diego Villalobos från Mexiko tog brons.

## Resultat
Kvalet startade den 9 februari klockan 09:30. Finalen startade den 10 februari klockan 09:30.
| Placering | Simmare                                  | Nationalitet | Kval     | Kval      | Final    | Final     |
| Placering | Simmare                                  | Nationalitet | Poäng    | Placering | Poäng    | Placering |
| --------- | ---------------------------------------- | ------------ | -------- | --------- | -------- | --------- |
| 1         | Cheng Wentao Shi Haoyu                   | Kina         | 215,2042 | 1         | 224,1437 | 1         |
| 2         | Dennis González Mireia Hernández         | Spanien      | 202,6041 | 2         | 208,3583 | 2         |
| 3         | Trinidad Meza Diego Villalobos           | Mexiko       | 183,4813 | 3         | 192,5772 | 3         |
| 4         | Jennifer Cerquera Gustavo Sánchez        | Colombia     | 181,7958 | 4         | 191,8729 | 4         |
| 5         | Nargiza Bolatova Eduard Kim              | Kazakstan    | 140,8416 | 7         | 170,6875 | 5         |
| 6         | Jelena Kontić Ivan Martinović            | Serbien      | 156,4125 | 5         | 161,5540 | 6         |
| 7         | Kantinan Adisaisiributr Voranan Toomchay | Thailand     | 135,4730 | 8         | 144,5978 | 7         |
| 8         | Bernardo Santos Anna Giulia Veloso       | Brasilien    | 141,3770 | 6         | 118,0980 | 8         |
| 9         | Andy Ávila Carelys Valdés                | Kuba         | 75,6249  | 10        | 96,8334  | 9         |
| 10        | Hristina Cherkezova Dimitar Isaev        | Bulgarien    | 108,2458 | 9         | 93,7938  | 10        |